# Bộ Đao (刀)
Bộ Đao (刀) mang nghĩa "đao kiếm" là một trong 23 bộ thủ được cấu tạo từ 2 nét trong tổng số 214 Bộ thủ Khang Hy. Biến thể của bộ này là 刂.
Trong Khang Hi tự điển, có 337 ký tự (trong số 49.030) được tìm thấy dưới bộ thủ này.

## Chữ dùng bộ Đao (刀)

Giáp cốt văn
Kim văn
Đại triện
Tiểu triện

| Số nét | Chữ                                                               |
| ------ | ----------------------------------------------------------------- |
| 2 nét  | 刀 刁 刂                                                          |
| 3 nét  | 刃 刄                                                             |
| 4 nét  | 刅 分 切 刈                                                       |
| 5 nét  | 刉 刊 刋 刌 刍                                                    |
| 6 nét  | 刎 刏 刐 刑 划 刓 刔 刕 刖 列 刘 则 刚 创                         |
| 7 nét  | 刜 初 刞 刟 删 刡 刢 刣 判 別 刦 刧 刨 利 刪 别 刬 刭             |
| 8 nét  | 刮 刯 到 刱 刲 刳 刴 刵 制 刷 券 刹 刺 刻 刼 刽 刾 刿 剀 剁 剂    |
| 9 nét  | 剃 剄 剅 剆 則 剈 剉 削 剋 剌 前 剎 剏 剐 剑                      |
| 10 nét | 剒 剓 剔 剕 剖 剗 剘 剙 剚 剛 剜 剝 剞 剟 剠 剡 剢 剣 剤 剥 剦 剧 |
| 11 nét | 剨 剪 剫 剬 剭 剮 副 剰 剱                                        |
| 12 nét | 剩 割 剳 剴 創 剶                                                 |
| 13 nét | 剷 剸 剹 剺 剻 剼 剽 剾 剿                                        |
| 14 nét | 劀 劁 劂 劃 劄                                                    |
| 15 nét | 劅 劆 劇 劈 劉 劊 劋 劌 劍 劎 劏                                  |
| 16 nét | 劐 劑 劒 劓 劔                                                    |
| 17 nét | 劕                                                                |
| 19 nét | 劖                                                                |
| 21 nét | 劗 劘                                                             |
| 23 nét | 劙 劚                                                             |